# Baunach
Baunach è un comune tedesco di 3 952 abitanti, situato nel land della Baviera.
È nel suo territorio che l'omonimo fiume riceve le acque del Lauter e confluisce poi nel Meno.